# Copa Libertadores 1964
W piątej edycji Copa Libertadores udział wzięło 11 klubów reprezentujących wszystkie kraje zrzeszone w CONMEBOL. Na uwagę zasługuje debiut reprezentanta Wenezueli. Zwycięzcą po raz pierwszy został klub z Argentyny – Independiente Avellaneda. W finale drużyna argentyńska pokonała Club Nacional de Football. Broniący tytułu Santos FC nie wziął udziału w fazie grupowej i od razu awansował do półfinału, gdzie przegrał dwumecz z Independiente. W fazie wstępnej wystąpił drugi zespół brazylijski – EC Bahia (finalista Taça Brasil z 1963 roku), który niespodziewanie uległ drużynie Italia Caracas.

## Runda wstępna
| Italia Caracas – EC Bahia 0:0 i 2:1 1 03.08 1964 2 08.08 1964 Jaime, Iramido – Vevê (mecz w Caracas) |

## 1/4 finału

### Grupa 1Boliwia,Paragwaj,Urugwaj
| 12.04 Club Aurora – Cerro Porteño 2:2 - Jaime Herbas, Máximo Alcócer – Celino Mora, B. Rojas                         |
| 19.04 Club Nacional de Football – Club Aurora 2:0 - Ramón Abeledo (2)                                                |
| 26.04 Cerro Porteño – Club Nacional de Football 2:2 - Celino Mora (2) – Mario Omar Méndez, Jorge Oyarbide            |
| 03.05 Club Aurora – Club Nacional de Football 0:3 - Mario Bergara, Domingo Pérez, Petronilo Acosta                   |
| 10.05 Club Nacional de Football – Cerro Porteño 2:0 - Mario Bergara, Domingo Pérez                                   |
| 17.05 Cerro Porteño – Club Aurora 7:0 - P. Rojas (2), Celino Mora (2), B. Rojas, Salvador Breglia, Juan Carlos Rojas |

| Klub                      | Mecze | Zw | Rem | Por | Pkt | BrZd | BrStr |
| ------------------------- | ----- | -- | --- | --- | --- | ---- | ----- |
| Club Nacional de Football | 4     | 3  | 1   | 0   | 7   | 9    | 2     |
| Cerro Porteño             | 4     | 1  | 2   | 1   | 4   | 11   | 6     |
| Club Aurora               | 4     | 0  | 1   | 3   | 1   | 2    | 14    |

### Grupa 2Argentyna,Kolumbia,Peru
| 07.05 Millonarios – Alianza Lima 3:2 - Delio Gamboa (3) – Pedro Pablo León, Víctor Zegarra |
| 31.05 Independiente Avellaneda – Alianza Lima 4:0 - Raúl Armando Savoy, Mario Rodríguez, Tomás Rolan, Luis Ernesto Suárez |
| 04.06 Alianza Lima – Independiente Avellaneda 2:2 - Pedro Pablo León (2) – Raúl Armando Savoy (2) - mecz rozegrany w Buenos Aires na stadionie Racingu z powodu tragedii, która miała miejsce podczas olimpijskiego meczu kwalifikacyjnego Peru – Argentyna w Limie |
| 07.06 Independiente Avellaneda – Millonarios 5:1 - Mario Rodríguez (2), Luis Ernesto Suárez (2), Raúl Armando Savoy – Silvio Parodi |
| 28.06 Alianza Lima – Millonarios 1:2 - Enrique Tenemás – Marino Klinger, Delio Gamboa - mecz rozegrany w Bogocie na stadionie El Campin z powodu tragedii, która miała miejsce podczas olimpijskiego meczu kwalifikacyjnego Peru – Argentyna w Limie                |
| 08.07 Millonarios – Independiente Avellaneda - mecz nie doszedł do skutku z powodu sporu między CONMEBOL a piłkarską federacją Kolumbii. Punkty dla Indepediente przy wyniku 0:0                                                                                    |

| Klub                     | Mecze | Zw | Rem | Por | Pkt | BrZd | BrStr |
| ------------------------ | ----- | -- | --- | --- | --- | ---- | ----- |
| Independiente Avellaneda | 4     | 3  | 1   | 0   | 7   | 11   | 3     |
| Millonarios              | 4     | 2  | 0   | 2   | 4   | 6    | 8     |
| Alianza Lima             | 4     | 0  | 1   | 3   | 1   | 5    | 11    |

### Grupa 3Chile,Ekwador,Wenezuela
| 03.05 Barcelona SC – Italia Caracas 0:1 - Zequniha                                                      |
| 07.05 CSD Colo-Colo – Italia Caracas 4:0 - Francisco Valdés, Luis Hernan Alvarez, Mario Moreno, Roberto |
| 13.05 Barcelona SC – CSD Colo-Colo 2:3 - Nivaldo (2) – Roberto, Luis Hernan Alvarez, Francisco Valdés   |
| 17.05 Italia Caracas – CSD Colo-Colo 1:2 - Jaime – Roberto, Mario Moreno                                |
| 24.05 Italia Caracas – Barcelona SC 0:3 - Nivaldo, Geninho, Calderón                                    |
| 28.05 CSD Colo-Colo – Barcelona SC 0:4 - Nivaldo (2), Helio, Geninho                                    |

| Klub           | Mecze | Zw | Rem | Por | Pkt | BrZd | BrStr |
| -------------- | ----- | -- | --- | --- | --- | ---- | ----- |
| CSD Colo-Colo  | 4     | 3  | 0   | 1   | 6   | 9    | 7     |
| Barcelona SC   | 4     | 2  | 0   | 2   | 4   | 9    | 4     |
| Italia Caracas | 4     | 1  | 0   | 3   | 2   | 2    | 9     |

### Obrońca tytułu
| Santos FC jako obrońca tytułu awansował do 1/2 finału bez gry. |

## 1/2 finału
| Santos FC – Independiente Avellaneda 2:3 i 1:2 1 15.07 1964 Toninho Guerreiro, Pepe – Mario Rodríguez, Raúl Bernao, Luis Ernesto Suárez 2 22.07 1964 Toninho Guerreiro – Miguel Mori, Mario Rodríguez                                                      |
| CSD Colo-Colo – Club Nacional de Football 2:4 i 2:4 1 15.07 1964 Elgar Baeza s, Luis Hernan Alvarez – José Sanfilippo (2), Rafael Leites, Vladas Douksas 2 01.08 1964 Walter Antonio Jiménez, Francisco Valdés – Jaburú (2), Vladas Douksas, Domingo Pérez |

## FINAŁ
| Club Nacional de Football – Independiente Avellaneda 0:0 i 0:1 |
| 6 sierpnia 1964 Montevideo Estadio Centenario (60 tys.) Club Nacional de Football – Independiente Avellaneda 0:0 Sędzia: Horn(Holandia) Club Nacional de Football: Roberto Sosa – Elgar Baeza, Emilio Alvarez, Luis Ramos, Elisio Alvarez, Mario Omar Méndez, Domingo Pérez, Vladas Douksas, Jaburú, Arias (Mario Bergara), José Urruzmendi. CA Independiente: Miguel Ángel Santoro – Zerrillo, Tomás Rolan, Roberto Ferreiro, David Acevedo, (Miguel Mori), Jorge Maldonado, Raúl Bernao, Osvaldo Mura, Luis Ernesto Suárez, Mario Rodríguez, Raúl Armando Savoy                                                                    |
| 12 sierpnia 1964 Buenos Aires (Avellaneda) La Caldera del Diablo (80 tys.) Independiente Avellaneda – Club Nacional de Football 1:0 (1:0) Sędzia: Dimas Larrosa (Paragwaj) Bramki: 1:0 Mario Rodríguez 35 CA Independiente: Miguel Ángel Santoro – Carlos Guzmán, Tomás Rolan, Roberto Ferreiro, David Acevedo, Jorge Maldonado, Raúl Bernao, Pedro Prospitti, Luis Ernesto Suárez, Mario Rodríguez, Raúl Armando Savoy Club Nacional de Football: Roberto Sosa – Elgar Baeza, Emilio Álvarez, Luis Ramos, Elisio Alvarez, Mario Omar Méndez, Jorge Oyarbide, Vladas Douksas, Jaburú, Domingo Pérez, José Urruzmendi (Mario Bergara) |

## Klasyfikacja
Poniższa tabela ma charakter statystyczny. O kolejności decyduje na pierwszym miejscu osiągnięty etap rozgrywek, a dopiero potem dorobek bramkowo-punktowy. W przypadku klubów, które odpadły w rozgrywkach grupowych o kolejności decyduje najpierw miejsce w tabeli grupy, a dopiero potem liczba zdobytych punktów i bilans bramkowy.
| Poz                                                                    | Klub                      | Mecze | Zw | Rem | Por | Pkt | BrZd | BrStr |
| ---------------------------------------------------------------------- | ------------------------- | ----- | -- | --- | --- | --- | ---- | ----- |
| 1                                                                      | Independiente Avellaneda  | 8     | 6  | 2   | 0   | 14  | 17   | 6     |
| 2                                                                      | Club Nacional de Football | 8     | 5  | 2   | 1   | 12  | 17   | 7     |
| 3                                                                      | CSD Colo-Colo             | 6     | 3  | 0   | 3   | 6   | 13   | 15    |
| 4                                                                      | Santos FC                 | 2     | 0  | 0   | 2   | 0   | 3    | 5     |
| 5                                                                      | Cerro Porteño             | 4     | 1  | 2   | 1   | 4   | 11   | 6     |
| 6                                                                      | Barcelona SC              | 4     | 2  | 0   | 2   | 4   | 9    | 4     |
| 7                                                                      | Millonarios               | 4     | 2  | 0   | 2   | 4   | 6    | 8     |
| 8                                                                      | Italia Caracas            | 6     | 2  | 1   | 3   | 5   | 4    | 10    |
| 9                                                                      | Alianza Lima              | 4     | 0  | 1   | 3   | 1   | 5    | 11    |
| 10                                                                     | Club Aurora               | 4     | 0  | 1   | 3   | 1   | 2    | 14    |
| 11                                                                     | EC Bahia                  | 2     | 0  | 1   | 1   | 1   | 1    | 2     |
| Podsumowanie: 26 meczów, w tym 5 remisów, 88 bramek – 3.38 bramki/mecz |                           |       |    |     |     |     |      |       |